# Ophyiulus spezianus
Ophyiulus spezianus är en mångfotingart som beskrevs av Karl Wilhelm Verhoeff 1936. Ophyiulus spezianus ingår i släktet Ophyiulus och familjen kejsardubbelfotingar. Inga underarter finns listade i Catalogue of Life.